# F4 Eurocup 1.6 2010
Navigation
Édition précédente Édition suivante
La saison 2010 du championnat de France F4 se déroule du 17 avril au 10 octobre. Il s'agit de la seule saison sous le nom de F4 Eurocup 1.6. Elle est remportée par le Belge Stoffel Vandoorne.

## Repère de début de saison
- Tous les pilotes (ou presque) sont débutants.
- Tous les meetings ont lieu en marge du championnat de Formule Renault 3.5 Series.

## Engagés
Toutes les voitures sont des Formule Renault 1.6.
| No. | Pilote                   | Manches  |
| --- | ------------------------ | -------- |
| 1   | Nicolas de Moura         | toutes   |
| 2   | Stoffel Vandoorne        | toutes   |
| 3   | Paul-Loup Chatin         | toutes   |
| 4   | Mathieu Jaminet          | toutes   |
| 5   | Hamza El Fatouki         | 1–2, 4   |
| 6   | Alexandre Anezo          | toutes   |
| 7   | Marie-Baus Coppens       | toutes   |
| 8   | Giada de Zen             | toutes   |
| 9   | Alexandre Mantovani      | toutes   |
| 10  | Sébastien Le Bras        | 1–4, 6–7 |
| 11  | Pierre Sancinéna         | toutes   |
| 12  | Maxime Bourcet           | toutes   |
| 14  | Alexandre Jouannem-Sivan | toutes   |
| 15  | Maxime Raphoz            | toutes   |
| 16  | Valentin Simonet         | toutes   |
| 17  | Norman Nato              | toutes   |
| 18  | Paul Lanchère            | toutes   |
| 19  | Tristan Papavoine        | toutes   |
| 20  | Jean-Baptiste Lahaye     | toutes   |
| 21  | Franck Matelli           | toutes   |
| 22  | Cécilia Asquini          | 3        |
| 22  | Pierre Nicolet           | 4–7      |

## Calendrier
| Manche | Manche | Date         | Meeting                    | Circuit                       | Lieu        | Pays/Région                   |
| ------ | ------ | ------------ | -------------------------- | ----------------------------- | ----------- | ----------------------------- |
| 1      | C1     | 17 avril     | Formula Renault 3.5 Series | Ciudad del Motor de Aragón    | Alcañiz     | Aragon, Espagne               |
| 1      | C2     | 18 avril     | Formula Renault 3.5 Series | Ciudad del Motor de Aragón    | Alcañiz     | Aragon, Espagne               |
| 2      | C1     | 1er mai      | Formula Renault 3.5 Series | Circuit de Spa-Francorchamps  | Spa         | Wallonie, Belgique            |
| 2      | C2     | 2 mai        | Formula Renault 3.5 Series | Circuit de Spa-Francorchamps  | Spa         | Wallonie, Belgique            |
| 3      | C1     | 19 juin      | Formula Renault 3.5 Series | Circuit de Nevers Magny-Cours | Magny-Cours | Bourgogne, France             |
| 3      | C2     | 20 juin      | Formula Renault 3.5 Series | Circuit de Nevers Magny-Cours | Magny-Cours | Bourgogne, France             |
| 4      | C1     | 3 juillet    | Formula Renault 3.5 Series | Hungaroring                   | Mogyoród    | Budapest, Hongrie             |
| 4      | C2     | 4 juillet    | Formula Renault 3.5 Series | Hungaroring                   | Mogyoród    | Budapest, Hongrie             |
| 5      | C1     | 4 septembre  | Formula Renault 3.5 Series | Hockenheimring                | Hockenheim  | Bade-Wurtemberg, Allemagne    |
| 5      | C2     | 5 septembre  | Formula Renault 3.5 Series | Hockenheimring                | Hockenheim  | Bade-Wurtemberg, Allemagne    |
| 6      | C1     | 18 septembre | Formula Renault 3.5 Series | Circuit de Silverstone        | Silverstone | Northamptonshire, Royaume-Uni |
| 6      | C2     | 19 septembre | Formula Renault 3.5 Series | Circuit de Silverstone        | Silverstone | Northamptonshire, Royaume-Uni |
| 7      | C1     | 9 octobre    | Formula Renault 3.5 Series | Circuit de Barcelone          | Montmeló    | Catalogne, Espagne            |
| 7      | C2     | 10 octobre   | Formula Renault 3.5 Series | Circuit de Barcelone          | Montmeló    | Catalogne, Espagne            |

## Résultats
| Manche | Manche | Circuit                             | Date         | Pole Position       | Record du tour      | Vainqueur         |
| ------ | ------ | ----------------------------------- | ------------ | ------------------- | ------------------- | ----------------- |
| 1      | C1     | Ciudad del Motor de Aragón, Alcañiz | 17 avril     | Franck Matelli      | Stoffel Vandoorne   | Norman Nato       |
| 1      | C2     | Ciudad del Motor de Aragón, Alcañiz | 18 avril     | Stoffel Vandoorne   | Alexandre Mantovani | Stoffel Vandoorne |
| 2      | C1     | Circuit de Spa-Francorchamps        | 1er mai      | Stoffel Vandoorne   | Stoffel Vandoorne   | Stoffel Vandoorne |
| 2      | C2     | Circuit de Spa-Francorchamps        | 2 mai        | Stoffel Vandoorne   | Franck Matelli      | Stoffel Vandoorne |
| 3      | C1     | Circuit de Nevers Magny-Cours       | 19 juin      | Franck Matelli      | Franck Matelli      | Franck Matelli    |
| 3      | C2     | Circuit de Nevers Magny-Cours       | 20 juin      | Alexandre Mantovani | Norman Nato         | Stoffel Vandoorne |
| 4      | C1     | Hungaroring, Mogyoród               | 3 juillet    | Mathieu Jaminet     | Mathieu Jaminet     | Mathieu Jaminet   |
| 4      | C2     | Hungaroring, Mogyoród               | 4 juillet    | Mathieu Jaminet     | Mathieu Jaminet     | Mathieu Jaminet   |
| 5      | C1     | Hockenheimring                      | 4 septembre  | Stoffel Vandoorne   | Stoffel Vandoorne   | Stoffel Vandoorne |
| 5      | C2     | Hockenheimring                      | 5 septembre  | Stoffel Vandoorne   | Stoffel Vandoorne   | Stoffel Vandoorne |
| 6      | C1     | Circuit de Silverstone              | 18 septembre | Paul-Loup Chatin    | Paul-Loup Chatin    | Paul-Loup Chatin  |
| 6      | C2     | Circuit de Silverstone              | 19 septembre | Paul-Loup Chatin    | Paul-Loup Chatin    | Paul-Loup Chatin  |
| 7      | C1     | Circuit de Barcelone, Barcelone     | 9 octobre    | Mathieu Jaminet     | Paul-Loup Chatin    | Mathieu Jaminet   |
| 7      | C2     | Circuit de Barcelone, Barcelone     | 10 octobre   | Norman Nato         | Norman Nato         | Norman Nato       |

## Classement saison 2010

### Attribution des points
| Position | 1er | 2e | 3e | 4e | 5e | 6e | 7e | 8e | 9e | 10e | PP | MT |
| Points   | 25  | 18 | 15 | 12 | 10 | 8  | 6  | 4  | 2  | 1   | 1  | 1  |

### Classement pilotes
| Pos. | Pilote                   | ALC  | ALC  | SPA  | SPA | MAG  | MAG  | HUN  | HUN  | HOC  | HOC  | SIL | SIL  | CAT  | CAT  | Points |
| ---- | ------------------------ | ---- | ---- | ---- | --- | ---- | ---- | ---- | ---- | ---- | ---- | --- | ---- | ---- | ---- | ------ |
| 1    | Stoffel Vandoorne        | 2    | 1    | 1    | 1   | 2    | 1    | 16   | 4    | 1    | 1    | 4   | 2    | 4    | 4    | 159    |
| 2    | Norman Nato              | 1    | 3    | 7    | 7   | 6    | 5    | 2    | 2    | 2    | 4    | 3   | 6    | 3    | 1    | 123    |
| 3    | Mathieu Jaminet          | 6    | 6    | Abd. | 8   | 3    | 3    | 1    | 1    | 6    | 8    | 7   | 4    | 1    | 2    | 112    |
| 4    | Paul-Loup Chatin         | 4    | 8    | 10   | 10  | 11   | 4    | 4    | 7    | 4    | 2    | 1   | 1    | 2    | 7    | 103    |
| 5    | Franck Matelli           | 5    | Abd. | 6    | 2   | 1    | 2    | 7    | 5    | 3    | 3    | 9   | 17   | 7    | 5    | 96     |
| 6    | Paul Lanchere            | 3    | 2    | 2    | 3   | 12   | Abd. | 3    | 3    | 8    | 5    | 5   | 5    | 10   | 8    | 89     |
| 7    | Alexandre Mantovani      | Abd. | 7    | 8    | 6   | 4    | 6    | 5    | 10   | 5    | 15   | 2   | 3    | 5    | 3    | 78     |
| 8    | Pierre Sancinéna         | 7    | 5    | 5    | 9   | 8    | 7    | 6    | 6    | 7    | 7    | 15  | 7    | Abd. | 6    | 52     |
| 9    | Jean-Baptiste Lahaye     | 8    | 4    | 3    | 4   | 5    | Abd. | Abd. | Abd. | 9    | 12   | 8   | 8    | 6    | 9    | 50     |
| 10   | Tristan Papavoine        | 10   | 10   | 9    | 19  | 7    | 8    | 15   | 11   | 13   | 14   | 6   | Abd. | 8    | Abd. | 19     |
| 11   | Sébastien Le Bras        | 9    | 11   | 4    | 12  | 9    | 10   | 9    | 14   |      |      | 11  | Abd. | 13   | 17   | 15     |
| 12   | Nicolas de Moura         | 12   | 9    | 11   | 11  | 10   | 9    | 12   | 12   | 10   | 6    | 12  | Abd. | Abd. | 13   | 11     |
| 13   | Valentin Simonet         | 14   | 19   | Abd. | 15  | 14   | 14   | 8    | 8    | 12   | Abd. | 14  | 10   | 9    | 11   | 9      |
| 14   | Alexandre Jouannem-Sivan | Abd. | 13   | 12   | 5   | 18   | 11   | 18   | Abd. | 14   | 13   | 13  | 9    | 11   | 12   | 8      |
| 15   | Maxime Raphoz            | 11   | 12   | 13   | 13  | 13   | 12   | 11   | 9    | 11   | 10   | 10  | 13   | Abd. | 10   | 5      |
| 16   | Alexandre Anezo          | 15   | 14   | Abd. | 14  | Abd. | 15   | 10   | 18†  | Abd. | 9    | 17  | 11   | 15   | Abd. | 3      |
| 17   | Giada de Zen             | 13   | 16   | 14   | 16  | 17   | Abd. | Abd. | 15   | 15   | 11   | 16  | 12   | 12   | 14   | 0      |
| 18   | Maxime Bourcet           | 16   | 15   | 15   | 17  | 15   | 13   | 14   | 13   | 16   | 16   | 18  | 15   | 14   | 16   | 0      |
| 19   | Pierre Nicolet           |      |      |      |     |      |      | 13   | 16   | 17   | Abd. | 20  | 14   | 17†  | 15   | 0      |
| 20   | Marie Baus-Coppens       | Abd. | 17   | 16   | 18  | Abd. | Abd. | 17   | 17†  | 18   | 17   | 19  | 16   | 16   | 18   | 0      |
| 21   | Cécilia Asquini          |      |      |      |     | 16   | 16   |      |      |      |      |     |      |      |      | 0      |
| 22   | Hamza El Fatouaki        | Abd. | 18   | 17   | 20  |      |      | Abd. | 19   |      |      |     |      |      |      | 0      |
| Pos. | Pilote                   | ALC  | ALC  | SPA  | SPA | MAG  | MAG  | HUN  | HUN  | HOC  | HOC  | SIL | SIL  | CAT  | CAT  | Points |